# 科皮河
科皮河（俄语：Река Коппи）或都勒河是哈巴罗夫斯克边疆区苏维埃港区的河流，源起亚科亚尼山，长219公里，流域面积7,290平方公里，落差1,280米，平均坡度0.58%，从西向东流，注入鞑靼海峡安德烈湾。该河下游可通航。